# Mohamed Chérif Messaadia
Pour les articles homonymes, voir Cherif (homonymie).
Mohamed Chérif Messaadia (en arabe : محمد شريف مساعدية), né le  24 octobre 1924 et mort le 1er juin 2002 à l'hôpital américain de Paris,, est un homme politique algérien.

## Biographie
Après des études primaires dans sa ville natale, il part achever ses études à la mosquée Zitouna de Tunis.
Il milite au Parti du peuple algérien puis Mouvement pour le triomphe des libertés démocratiques. Après le déclenchement de la Guerre d'Algérie il rejoint les FLN et devient l'un des dirigeants les plus éminents de la Base Est.
Chargé avec d'autres officiers dont Abdelaziz Bouteflika d'ouvrir le front du Mali, il continue ses activités jusqu'à l'indépendance de l'Algérie.
Mohamed Chérif Messaadia a été ministre des moudjahidines dans le gouvernement Abdelghani I (du 8 mars 1979 au 15 juillet 1980).
Il a été coordinateur de l'Appareil du FLN de 1980 à 1988, et Président du Senat de avril 2001 jusqu'au 1 juin 2002 ou il est décédé en poste.